# Radovo
Radovo (en macédonien Радово) est un village du sud-est de la Macédoine du Nord, situé dans la municipalité de Bosilovo. Le village comptait 851 habitants en 2002.

## Démographie
Lors du recensement de 2002, le village comptait :
- Macédoniens : 834
- Turcs : 16
- Autres : 1